# Нингма
Нингма е най-старата от четирите основни школи на тибетския будизъм (другите три са Кагю, Сакя и Гелуг). „Нингма“ означава буквално „древен“ и често се нарича Нга 'гюр (тибетски སྔ་འགྱུར, уайли snga 'gyur, „школа на старите преводи“) или „стара школа“, защото е основана върху първите преводи на будистките свещени книги от санскрит на тибетски език през 8 век. Всъщност тибетският правопис и граматика били създадени за това начинание. В наши дни приемствеността Нингма е съсредоточена в Кхам в източната част на Тибет.
Традицията Нингма всъщност включва няколко отделни линии на приемственост, всички от  които водят началото си от индийския учител Падмасамбхава (което означава на санскрит „Роден от лотоса“, на Тибетски „Гуру ринпоче“ – „Скъпоценен учител“) – легендарният основател на Тибетския будизъм. Последователите на Нингма следват най-ранните доктрини на Ваджраяна (другите три школи са „Сарма“ или Школи на новите преводи, възникнали от Втора вълна на преводи). Последователите на традицията се наричат „Нингмапа“, като „-па“ е наставка обозначаваща nomen agentis, сравнима с „-ар“ или „-ист“ в българския.

## История

### Произход
Около 760 г. крал Трисонг Децен кани Падмасамбхава и индийския Махаяна учител Шантаракшита, в Тибет, за да въведат будизма в „Земята на снеговете“. По това време Бон, местната духовна традиция в Тибет, е разпространена в големия район, част от който в сега наричаме Тибет. Крал Трисонг Децен поръчва превода на будистките Дхарма текстове на тибетски. Падмасамбхава, Шантаракшита, 108 преводачи и 25 от най-близките ученици на Падмасамбхава работят в продължение на много години в този проект за превод с неимоверни размери. Преводите от този период служат като основа за голямото пренасяне на Дхарма доктрините в Тибет. Падмасамбхава ръководи основно преводите на Тантра, а Шантаракшита се съсредоточава върху Сутрите. Падмасамбхава и Шантаракшита основават и първия будистки манастир Самйе на тибетска територия. Той е главен център на предаването на Дхарма през тази епоха.

### 25 ученици
Чудотворните способности на 25-имата ученици на Падмасамбхава широко се приемат от тибетските будисти. Тези ученици са: Трисонг Децен, Йеше Цогял, Пагор Лочен Вайрочана, Сангие Йеше, Гялва Чоянг, Намкхай Нйингпо, Нгаг Йеше Цхону (Джнанакамура), Дрок Палгий Йеше, Ланг Палгий Сенге, Дордже Дуджом, Йеше Янг, Согпо Лхапал, Йеше Де, Кхарчен Палгий Вангчук, Данма Цеманг, Лочен Кава Палцег, Шудбу Палгий Сенге, Гялвей Лодрьо, Кхие` у Чунг Лоцава, Тенпа Намкха, Одран Палгий Вангчук, Ринчен Чок, Лхалунг Палгий Дордже, Кончок Джунгне и Гялва Чангчуб.

### Ранен период
На тази основа тантрическият будизъм се установява цялостно в Тибет. От 8 до 11 век Нингма е единствената школа на будизма в Тибет. С царуването на крал Лангдарма (836 – 842) настъпват времена на политическа нестабилност, които продължават през следващите 300 години, като през този период будизмът е преследван и до голяма степен е принуден да стане таен. От 11 век традицията Нингма процъфтява заедно с новите Сарма школи и по това време нингмапите започват да се открояват като отделна група и започват да използват понятието „Нингма“.
Традицията Нингма е уникална сред четирите школи с това, че нейните последователи никога не са имали политическа власт и така тя остава по-далеч от политическите машинации в Тибет. Тя се различава и със своята децентрализация и по-малката важност на монашеството в сравнение с другите школи, съответно с по-голям превес на нгакпите – стопани-миряни и йогини.

### Съвременно развитие
В Нингма никога не е имало единствен водач (държател), както Ганден Трипа на Гелугпа, Кармапа на Карма Кагю и Сакя Тризин на Сакя. Едва неотдавна в изгнание в Индия е създадена такава роля по искане на тибетското правителство и тя до голяма степен е административна. Въпреки това, ламите, които са заемали тази роля са сред най-високо почитаните. Те са:
- Негово Светейшество Кябдже Дуджом Ринпоче (ок. 1904 – 1987), служил от 1960-те години до смъртта си
- Негово Светейшество Дилго Кхиенце Ринпоче (ок. 1910 – 1991), служил от 1987 г. до смъртта си
- Негово Светейшество Пенор (Пема Норбу) Ринпоче, служил от 1991 г. до оттеглянето си през 2003 г.
- Негово Светейшество Миндролинг Тричен Ринпоче, служил от 2003 г. до смъртта си през 2008 г.
- Все още не е избран нов глава на традицията.

## Характеристики на традицията Нингма

### Тантрическа система
Извън терма традицията, структурата на тантрическите доктрини на Нингма има самостоятелно значение. Нингма-школите имат 6 нива на тантрически доктрини, докато в другите школи обикновено има 4 нива.
Външни тантри
- Крия тантра
- Чаря или Упа тантра
- Йогатантра

Вътрешни тантри
- Махайога
- Ануйога
- Атийога/Дзогчен („Великото съвършенство“)

В по-късните школи вътрешните тантрически учения се наричат Ануттарайогатантра, като за Чагчен (Махамудра) подхода на по-късните школи се казва, че водят до същите резултати, като тези от Дзогчен (Маха Ати) подхода.

### Терми и тертони
термите („Скрити съкровища“) са от особена важност за Нингма традицията. Въпреки че е имало няколко Кагюпа Тертони (Откриватели на съкровища) и тази практика е обичайна и за Бон, по-голямата част от тибетските будистки тертони са били нингмапи. Вярва се, че учителите от миналото, главно Падмасамбхава и тибетската му съпруга Йеше Цогял, са скрили учения за да бъдат след това открити от по-късни прераждания на техни ученици - тертони в подходящото време, когато съответното учение би било полезно. Тези учения биха могли да бъдат открити физически, често на скали или в пещери, но могат да бъдат и „Мисловна терма“, появяваща се направо в ума на тертона.

#### Терма
Падмасамбхава и неговите главни ученици скриват стотици писания, ритуални обекти и реликви на тайни места, за да предпазят будизма по времето на упадък при Крал Лангдарма. Тези Терми са открити по-късно и из цял Тибет са създадени специални терма традиции. От това, особено в Нингма традицията, се развиват два начина за предаване на Дхарма: Така нареченото „Дълго“ устно предаване от учител на ученик в непрекъсната приемственост и „Късото“ предаване на „Скрити съкровища“. Челните откриватели на тези терми са Петте крале-тертони и Осемте Лингпи. Сред най-известните Тертони (Откриватели на съкровища) на 19 век са Джамянг Кхйенце Уангпо, Джамгон Конгтрул и Чьоджур Дечен Лингпа.

#### Тертони
Много тертони са въплъщения на 25-те главни ученици на Падмасамбхава. През вековете се развива огромна система от приемствености на предаване. Нингма писанията са променяни в подходящи моменти. Терма доктрините водят много практикуващи будизма към реализация и просветление. Преоткриването на термите започва с Първия Тертон, Санге Лама (1000 – 1080). Много важни тертони са Нянграл Нима Уозер (1124 – 1192), Гуру Чьоуанг (1212 – 1270), Ригдзин Годем (1307 – 1408), Пема Лингпа (1450 – 1521), Джигме Лингпа (1729 – 1798), Джамянг Кхиенце Уангпо (1820 – 1892) и Оргиен Чьоджур Лингпа (1829 – 1870). Терма традицията има предшественици в Индия. Нагарджуна, например, преоткрива последната част на „Праджнапарамита-сутра в сто хиляди стиха“ от земята на Нагите, където тя е скрита по времето на историческия Буда Шакямуни.